# 윌슨가시쥐
윌슨가시쥐(Acomys wilsoni)는 쥐과에 속하는 설치류이다. 에티오피아와 케냐, 소말리아, 남수단, 탄자니아, 우간다에서 발견된다. 자연 서식지는 건조 사바나 지역과 아열대 또는 열대 기후의 건조 관목 지대와 암반 지대이다.

## 특징
꼬리 길이 65~100mm를 제외한 몸길이가 89~114mm인 작은 설치류로 발 길이는 15~16mm, 귀 길이는 14~16mm이다. 몸무게는 최대 47g이다. 몸 등 쪽은 거무스레한 털과 함께 불그스레한 오렌지색을 띠는 반면에 배 쪽은 희다. 귀는 비교적 작고 둥글다. 발은 짧고 넓은 편이다.

## 생태
땅 위에서 주로 생활하는 육상 종이고, 야행성 동물이고 나무에도 잘 오른다. 흰거미 구멍 속에서 지낸다. 먹이는 곤충과 식물 잎, 씨앗 등이다. 연중 번식을 하고 암컷은 4~6주 임신 기간과 함께 최대 2마리의 새끼를 낳는다. 생후 직후 몸무게는 최대 5g이다.

## 분포 및 서식지
수단 남부와 우간다 북부, 에티오피아와 소말리아 남부, 케냐와 탄자니아 북부와 중부에 널리 분포한다. 해발 1,000m 이하의 풀이 군데군데 흩어져 있는 바위가 많은 땅에서 서식한다.